# Санко, Мохамед
Мохамед Санко (нидерл. Mohamed Sankoh; род. 16 октября 2003, Рейсвейк, Южная Голландия) — нидерландский футболист, нападающий немецкого клуба «Штутгарт», выступающий в третьей лиге за «Штутгарт II».

## Карьера

### Клубная карьера
Занимался футболом в нидерландском клубе «Вреденбюрх». С 2013 по 2018 год занимался в системе роттердамской «Спарты». В сентябре 2018 года перешёл в академию английского «Сток Сити».
В июле 2022 года перешёл на правах аренды в «Витесс».
21 августа 2024 года итальянская «Козенца» объявила об аренде Санко до конца сезона. 28 августа дебютировал за клуб в домашнем матче Серии B против «Специи», выйдя на замену вместо Симоне Маццокки на 61-й минуте.

### Карьера в сборной
Выступает за сборные Нидерландов до 16 и до 17 лет.
В 2019 году, в составе команды Нидерландов, стал чемпионом Европы среди юношей до 17 лет.

## Достижения
Нидерланды (до 17)
- Чемпион Европы среди юношей до 17 лет: 2019.